# Steve McQueen - Una vita spericolata
Steve McQueen - Una vita spericolata (Steve McQueen: The Man & Le Mans) è un film documentario del 2015 diretto da John McKenna e Gabriel Clarke.